# Brama Brzegowa

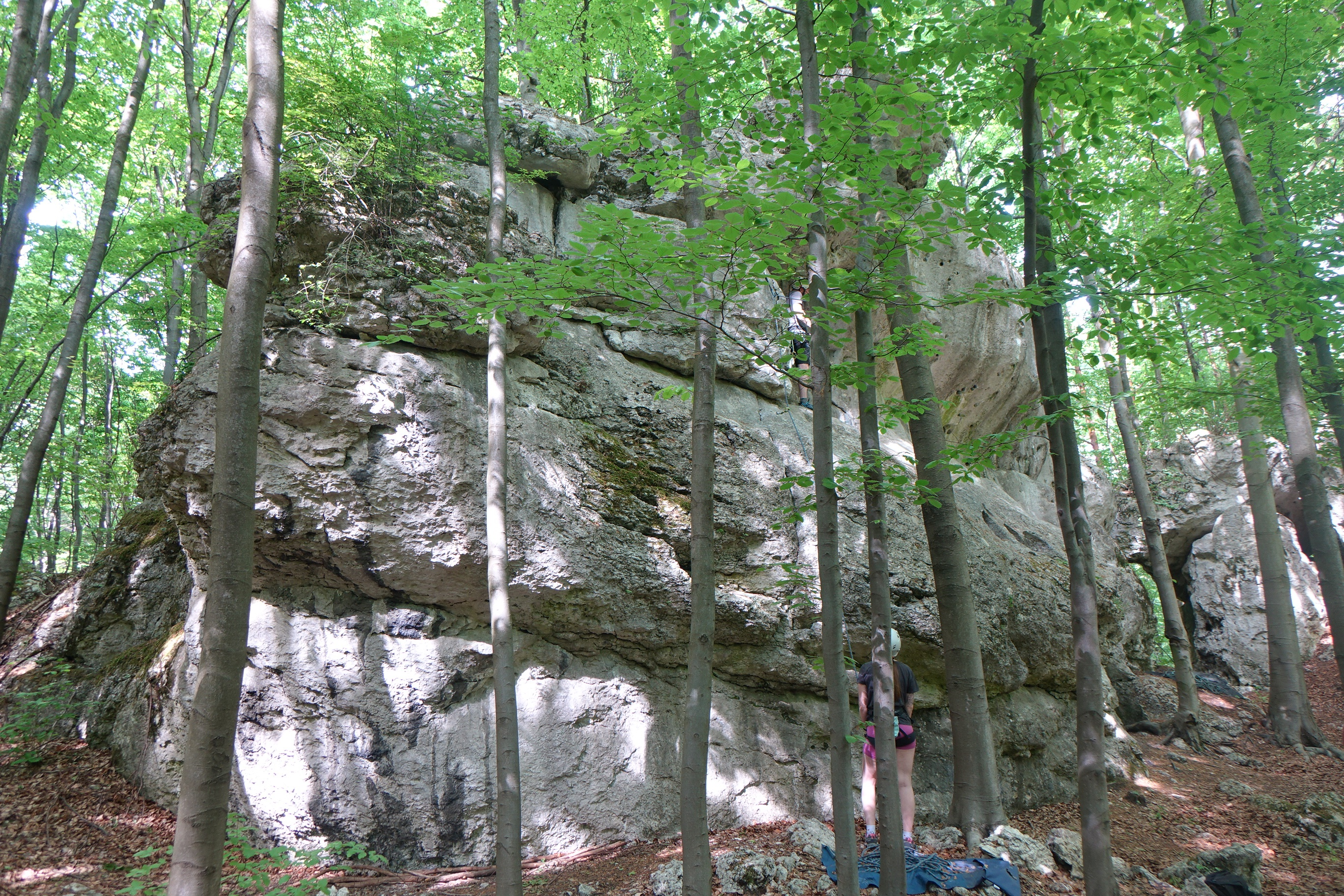

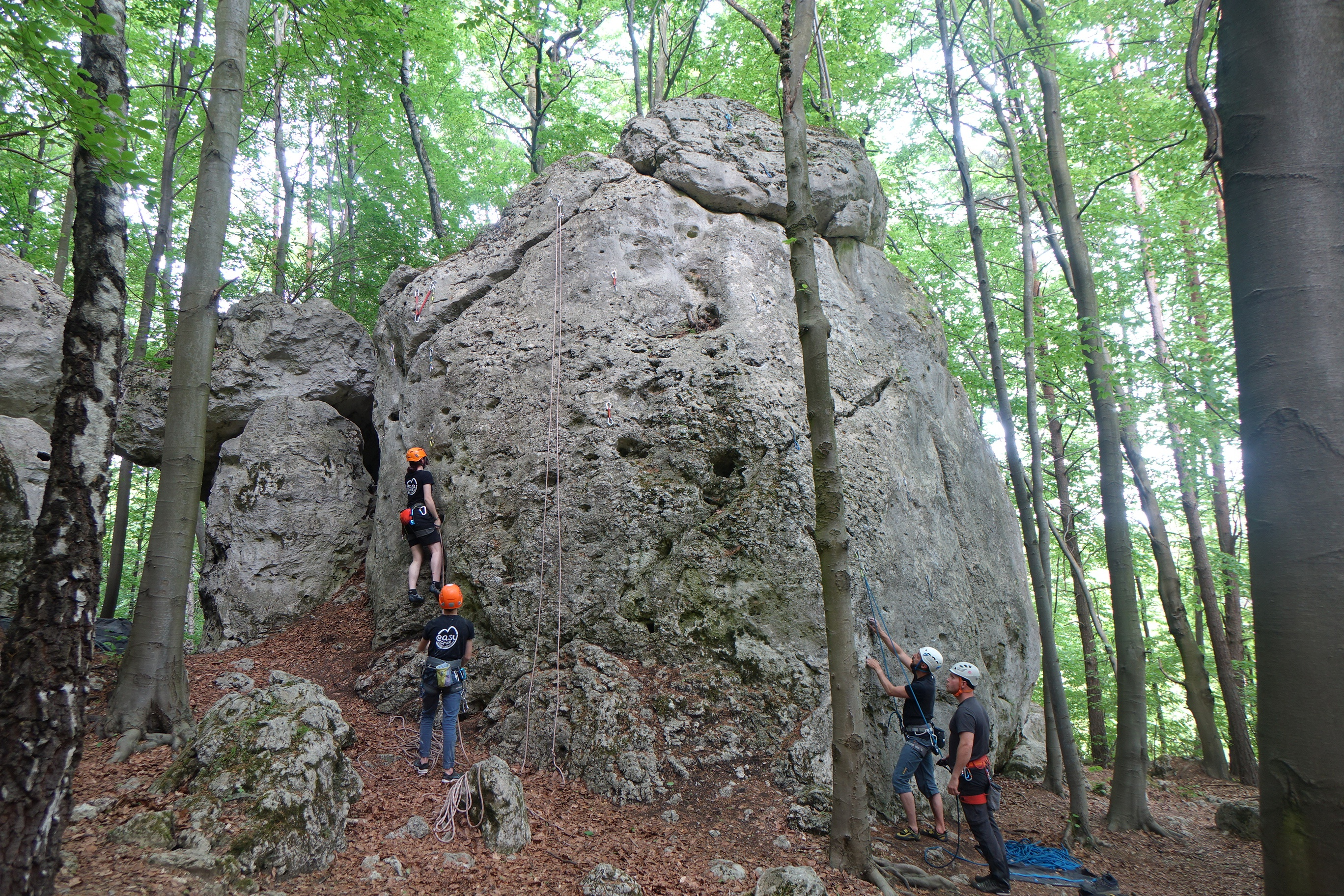

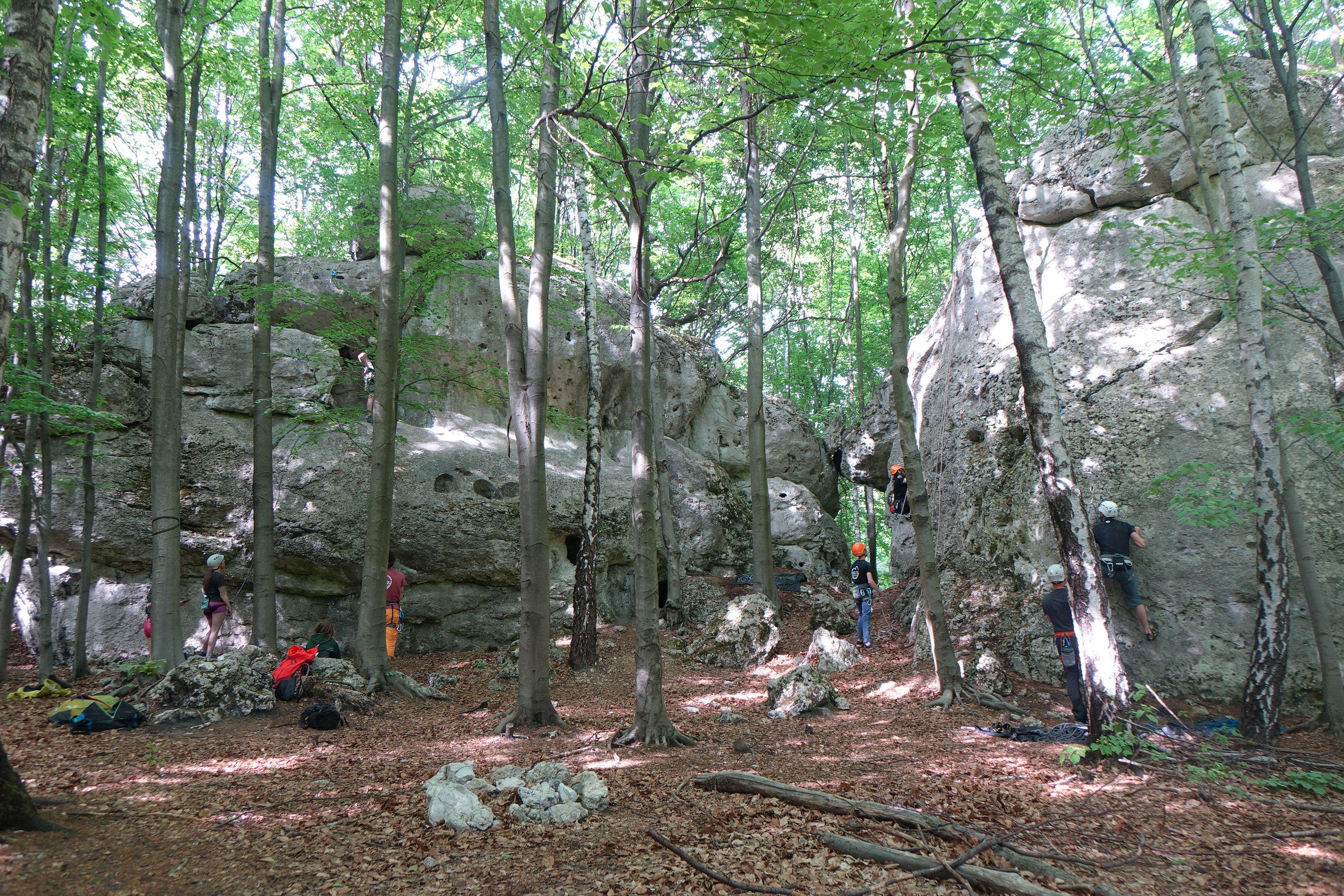

Brama Brzegowa – skała na Wyżynie Częstochowskiej w obrębie Wyżyny Krakowsko-Częstochowskiej. Znajduje się w lesie po północnej stronie czarnego Szlaku Gór Gorzkowskich (odcinek od Siedlca przez Kamieniołom Warszawski do Ostrężnika), administracyjnie w obrębie wsi Siedlec w powiecie częstochowskim, w gminie Janów.
Brama Brzegowa to w istocie dwie położone obok siebie skały. Znajdują się w rzadkim lesie, około 100 m od drogi, którą prowadzi czarny szlak turystyczny. Tuż obok nich jest skała Dinozaur. W 2018 roku na Bramie Brzegowej wspinacze skalni poprowadzili 14 dróg wspinaczkowych o trudności od IV do VI.2 w skali Kurtyki. Tylko na jednej wspinaczka tradycyjna, na wszystkich pozostałych zamontowano stałe punkty asekuracyjne: ringi (r) i stanowiska zjazdowe (st).

## Drogi wspinaczkowe
1. Falowanie i spadanie; VI, 4r st
2. Majzder; VI, 4r + st
3. Gęsia szyja; VI.1, 5r + st
4. Przypływ; VI.2, 3r + st
5. Odpływ; VI.1+/2, 4r + st
6. Nad makaronem; V+, 3r + st
7. Rząd czwórek; IV, 2r + st
8. Meduza; IV+, 2r + st
9. Zuza; IV, 2r + st
10. Akademia Pana Kleksa; IV, 2r + st
11. Zielone mile; VI, 5r + st
12. Siedluc; VI.2, 5r + st
13. Rysa; VI+, trad
14. Wujek chrzestny; VI+, 4r + st[1].

W Bramie Brzegowej znajduje się Jaskinia z Makaronem (po jej prawej stronie prowadzi droga Nad makaronem), a pomiędzy obydwoma skałami Bramy Brzegowej skalna brama o nazwie Schronisko obok Jaskini z Makaronem Pierwsze.